# Lisa Stiegler

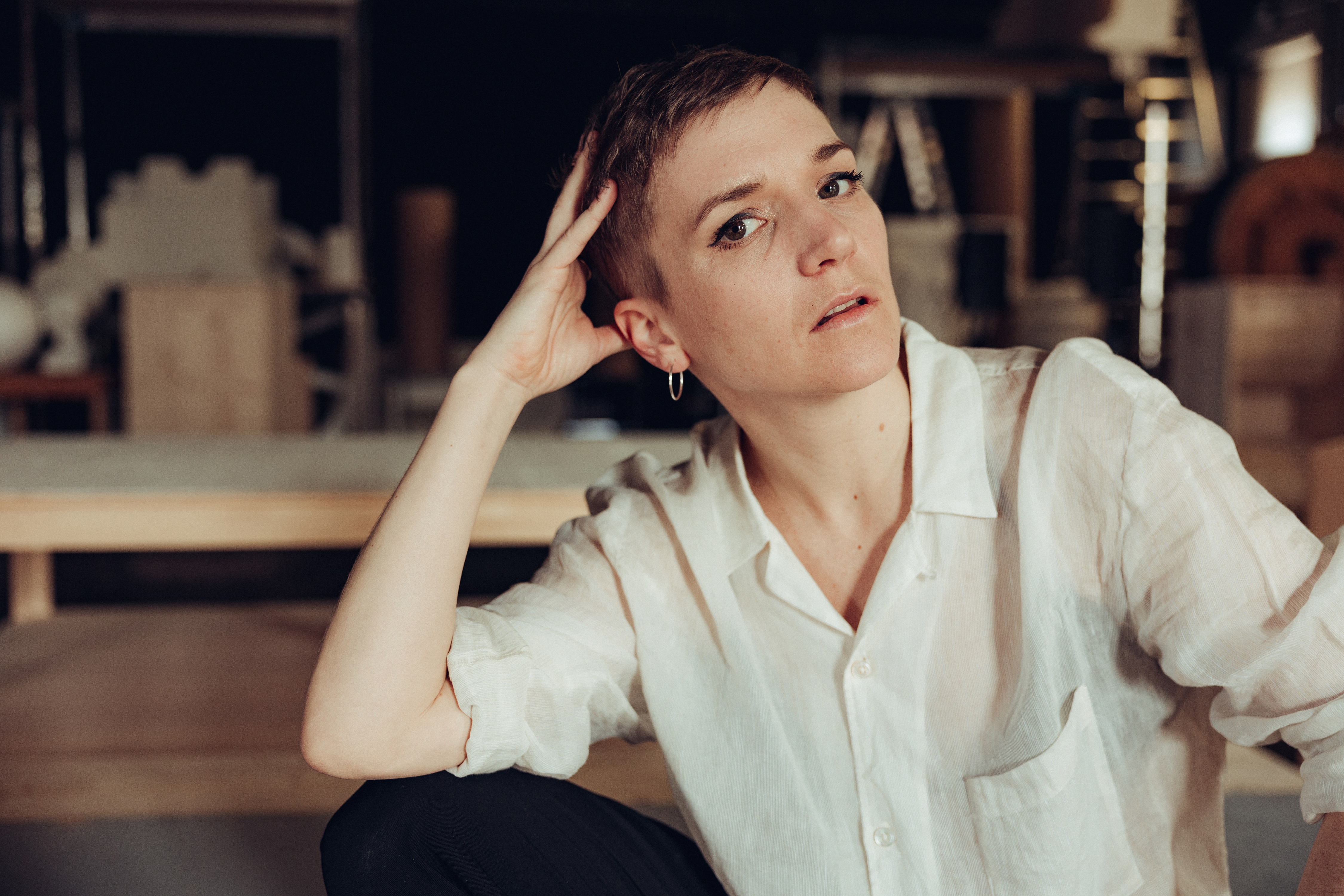
Lisa Stiegler (2024). Foto: Joel Heyd

Lisa Stiegler (* 1987 in München) ist eine deutsche Schauspielerin.

## Leben
Stiegler studierte an der Hochschule für Musik und Theater Hamburg Schauspiel. Im Jahr 2010 begann sie ihr Erstengagement im Studio des Schauspiel Frankfurt und wechselte dann ins Ensemble. Im Jahr 2015 wechselte sie an das Theater Basel. Seit der Spielzeit 2019 ist sie festes Ensemblemitglied am Residenztheater München.

## Theater (Auswahl)

### Schauspiel Frankfurt
- 2014: Glaube Liebe Hoffnung (als Elisabeth). Von Ödön von Horváth. Inszenierung: Andreas Kriegenburg[1][2][3][4]
- 2015: Macbeth (als Malcolm). Von William Shakespeare. Inszenierung: Dave St Pierre[5][6][7]

### Theater Basel
- 2016: Nirgends in Friede. Antigone (als Antigone 1). Von Darja Stocker nach Sophokles. Inszenierung: Felicitas Brucker[8][9][10][11]
- 2016: Was ihr wollt (als Viola). Von William Shakespeare. Inszenierung: Julia Hölscher
- 2016: Urfaust (als Margrethe). Von Johann Wolfgang von Goethe. Inszenierung: Nora Schlocker
- 2016: Inferno Ensemble. Von Thom Luz auf den Spuren von Dante Alighieris «Göttlicher Komödie». Inszenierung: Thom Luz
- 2017: Leonce und Lena. Nach Georg Büchner. Inszenierung: Thom Luz
- 2017: Idomeneus (Ensemble). Von Roland Schimmelpfennig. Inszenierung: Miloš Lolić
- 2017: Klub Roter Oktober - Revolution in St. Tropez. Stück für die linke Hand (als Emma Goldmann). Von Kevin Rittberger. Inszenierung: Kevin Rittberger
- 2017: Oresteia (als Elektra). Musiktheater nach der Orestie von Aischylos mit Musik von Iannis Xenakis Inszenierung: Calixto Bieito Musikalische Leitung: Franck Ollu
- 2018: König Arthur (als Emmeline). Semi-Oper von Henry Purcell und John Dryden in einer Neudichtung von Ewald Palmetshofer. Inszenierung: Stephan Kimmig
- 2019: Die Räuber (Diverse Rollen). Von Friedrich Schiller. Inszenierung: Thorleifur Örn Arnarsson
- 2019: Radio Requiem (als Radiosprecherin). Eine begehbare Rauminszenierung von Thom Luz (Uraufführung). Inszenierung: Thom Luz

### Residenztheater München (Bayerisches Staatsschauspiel)
- 2019: Leonce und Lena. Nach Georg Büchner. Inszenierung: Thom Luz
- 2019: Der Riss durch die Welt (als Sophia), Von Roland Schimmelpfennig. Inszenierung: Tilmann Köhler[12][13][14]
- 2020: M – Eine Stadt sucht einen Mörder (Wer hat Angst vor was eigentlich?). Eine Konzertinstallation von Cathy van Eck und Schorsch Kamerun. Inszenierung: Schorsch Kamerun
- 2020: Tagebuch eines geschlossenen Theaters #23
- 2021: Dekalog (Ensemble). Nach dem gleichnamigen Drehbuch von Krzysztof Kieślowski und Krzysztof Piesiewicz  Inszenierung: Calixto Bieito[15]
- 2021: Die Wolken, die Vögel, der Reichtum (Ensemble). Von Thom Luz nach Motiven von Aristophanes. Inszenierung: Thom Luz[16][17][18][19]
- 2021: Die Träume der Abwesenden (als Pien, Mutter von Chaim). Nach Judith Herzberg. Inszenierung: Stephan Kimmig[20][21][22][23]
- 2021: Tagebuch eines geschlossenen Theaters #36 (mit Elias Eilinghoff) und  #107
- 2021: Resi zoomt: 100 MAL LENZ - EIN VERSUCH. Nach Lenz von Georg Büchner. Inszenierung: Gernot Grünewald[24][25]
- 2021: Die Unerhörten – Technoide Liebesbriefe für antike Heldinnen. Mit Texten von u. a. Aischylos, Ingeborg Bachmann, Hélène Cixous, Euripides, Esther Hutfless, Enis Maci, Friederike Mayröcker, Helga M. Novak, Ovid, Sappho, Elisabeth Schäfer, Christa Wolf. Inszenierung: Elsa-Sophie Jach
- 2022: Der Entrepeneur (div. Rollen). Von Kevin Rittberger. Inszenierung: Nora Schlocker[26]
- 2022: (Nicht)Mütter! - Ein kollektives Rechercheprojekt. Von Marie Gimpel, Barbara Horvath,  Friederike Meisel und Lisa Stiegler. Inszenierung; Theresa „BiMän“ Bittermann, Sara Dec[27][28][29][30]
- 2022: Spiel des Lebens – Die Kareno-Trilogie: «An des Reiches Pforten» – «Spiel des Lebens» – «Abendröte» (als Elina Kareno). Nach Knut Hamsun. Inszenierung: Stephan Kimmig[31][32][33][34][35]
- 2022: Der Turm (als Sigismund). Inszenierung: Nora Schlocker[36]
- 2023: Bavaria (als Franka). Von Guillermo Calderón. Inszenierung: Guillermo Calderón[37]
- 2023: Die Fliegen (als Elektra). Nach Jean-Paul Sartre mit einem Prolog und Epilog von Thomas Köck. Inszenierung: Inszenierung: Elsa-Sophie Jach[38][39][40][41][42]
- 2024: Wie spielst du das, Lisa Stiegler? #12
- 2024: Maria Stuart (als Elisabeth, Königin von England / Maria Stuart, Königin von Schottland, Gefangene in England). Nach Friedrich SchillerInszenierung: Alexander Eisenach / Nora Schlocker[43]
- 2025: Salome (als Oscar Wilde/Jochanaan). Nach Oscar Wilde in einer Bearbeitung von Jarosław Murawski. Inszenierung: Ewelina Marciniak[44]
- 2025: Romeo und Julia (als Benvolio). Von William Shakespeare. Inszenierung: Elsa-Sophie[45]
- 2025: Der Untertan (als Napoleon Fischer). Nach dem gleichnamigen Roman von Heinrich Mann. Inszenierung: Alexander Eisenach[46]

## Filmografie (Auswahl)
- 2013: Männertreu
- 2014: Tatort: Wer bin ich?

## Hörspiele (Auswahl)
- 2012: Heinz von Cramer: Unerwartete Ereignisse. Eine schwarze Komödie – Regie: Burkhard Schmid (Original-Hörspiel – HR)[47]
- 2020: Schorsch Kamerun: M – Eine Stadt sucht einen Mörder (Wer hat Angst vor was eigentlich?) Theater goes Hörspiel, nach dem Film von Fritz Lang und Thea von Harbou – Komposition und Regie: Schorsch Kamerun (Hörspielbearbeitung – BR/Schorsch Kamerun/Residenztheater München)[48]

## Auszeichnungen
- 2021: Kurt-Meisel-Preis „Resi sendet – Digitalpreis 2021“ der Freunde des Residenztheaters e.V. für 100 MAL LENZ - EIN VERSUCH.
- 2022: AZ-Stern des Jahres